# Фабрика целулозе Инцел
Инцел је била индустрија целулозе, вискозе и папира у Бањој Луци. Основана је 1954. 

## Историјат
Био је један од највећих индустријских конгломерата у СФРЈ. Основан је 1954. као индустрија за производњу целулозе. У периоду 1955—1957. изграђени су први погони и започео је производни процес. Фабрика за производњу папирне конфекције "Целекс" ("Celex") основана је 1966. и била је најмодернија фабрика те врсте у СФРЈ. Инцел је доживио експанзију у периоду 1970—1981, када је изграђено неколико производних погона и достигнут врхунац у развоју. Тада је дјеловао као сложена организација удруженог рада и запошљавао је око 6.500 радника. У његовом саставу била су предузећа: "Целулоза", "Вискоза", "Електролиза", "Енергетика", "Индустријске плантаже", те предузећа за логистику и раднички стандард, укључујући ресторане, хотеле и одмаралишта. Вриједност извоза достизала је око 100 милиона долара годишње. Готово цјелокупна производња вискозе извозила се претежно на њемачко тржиште, а папирном конфекцијом снабдијевао се велики дио југословенског тржишта.
Технолошко заостајање почело се осјећати осамдесетих година. Са распадом СФРЈ дошло је до губитка најзначајнијег дијела тржишта, што је било пресудно за пропадање предузећа. Покушаји реструктурирања, преко формирања холдинг предузећа и већег броја мањих предузећа, били су неуспјешни. Ни процес приватизације, изузев "Целекса", није био успјешан. Већина приватизованих предузећа из састава "Инцела" завршила је у стечају. На простору некадашњег индустријског комплекса налази се (2019) Пословна зона "Инцел", са око 60 предузећа, која запошљавају око 1.500 радника.
Од некадашњег гиганта хемијске индустрије само двије фирме успјешно послују: "Целекс" и "Индустријске плантаже". Године 2001. компанија "SHP Group" (Slovak Hygienic Paper Group) из Словачке приватизовала је "Целекс" и до 2020. у ову фабрику инвестирала је око 42 милиона КМ. "СХП Целекс" запошљава око 260 радника (2019) и највећи је прерађивач папира у БиХ. Око 80% готових производа (тоалетни папир, кухињски убруси, џепне марамице и салвете и др.) извози се ван БиХ. Индустријске плантаже основане су почетком шездесетих година, с циљем обезбјеђења сировине за производњу целулозе и папира. Основна дјелатност предузећа је узгој, заштита и искоришћавање шума, али се поклања пажња и одржавању сјеменских објеката, расадника и плантажа. Од 2009. предузеће послује као а.д., а државни капитал заступљен је 80% (2019). Плантажна производња дрвне масе одвија се на око 7.500 ха земљишта, од чега је око 3.500 ха на подручју општине Лакташи, 3.000 ха на подручју општине Челинац и око 1.000 ха на подручју општина Србац и Прњавор. Предузеће запошљава око 80 радника (2019). "Инцелов" димњак, висок 150 м, највиша је грађевина у Бањој Луци.